# Diocesi di Beth Bagas
La diocesi di Beth Bagas è un'antica sede della Chiesa d'Oriente, suffraganea dell'arcidiocesi di Erbil, attestata dal V al XIII secolo.

## Storia
Beth Bagas è il nome in siriaco di un distretto dell'Adiabene a nord di Erbil (anticamente Arbela), nella regione chiamata in seguito Hakkâri. Fu anche il nome di una diocesi della Chiesa d'Oriente, attestata dal V al XIII secolo.
Il concilio di Seleucia-Ctesifonte del 410 organizzò per la prima volta la Chiesa dell'impero persiano in province ecclesiastiche, sul modello delle province dell'impero bizantino. Questa organizzazione fu sancita e ufficializzata nel canone XXI del concilio, che stabiliva il primato del metropolita di Seleucia-Ctesifonte e la divisione in sei province ecclesiastiche, ciascuna suddivisa in diocesi, il cui numero fu stabilito dallo stesso concilio. Tra le diocesi della provincia dell'Adiabene, dipendenti dal metropolita di Arbela, si trova anche la diocesi di Beth Bagas, rappresentata al concilio dal suo vescovo, il primo conosciuto, di nome Barinos.
Tra le fonti per conoscere la storia di quest'antica diocesi, c'è il Liber Superiorum di Tommaso di Marga, il quale menziona alcuni vescovi di Beth Bagas. Tra questi: Simone I, maestro di scuola nel villaggio di Salmath, che fu consacrato vescovo dal metropolita Maran Emmeh, tra il 773 e il 780, e che governò la diocesi per soli 3 anni; Diodoro e il successore Awdisho, che furono monaci nel monastero di Beth Abe. Dallo stesso monastero, di cui era superiore, proveniva anche Giovanni, che fu poi consacrato metropolita di Erbil dal patriarca Sliwa Zkha.
Tra i suoi vescovi, due furono scelti per guidare la Chiesa d'Oriente: Timoteo II, che era succeduto allo zio Giorgio sulla sede di Beth Bagas, e che fu eletto patriarca nel 780; e Denha, che divenne dapprima metropolita di Erbil, e poi, nel 1256, patriarca; visse i momenti difficili della fine del califfato abbaside sotto i colpi dei Mongoli guidati da Hulagu Khan.
L'ultimo vescovo noto è Isho’Zkha, che nel 1265 prese parte alla consacrazione del patriarca Denha I.

## Cronotassi dei vescovi
- Barinos † (menzionato nel 410)
- Dadisho † (menzionato nel 424)
- Aphraat † (prima del 486 - dopo il 497)
- Mosé † (menzionato nel 544)
- Timoteo I † (prima del 585 - dopo il 605)
- Diodoro † (VII o VIII secolo)
- Awdisho † (VII o VIII secolo)
- Giovanni † (? - tra il 714 e il 728 eletto metropolita di Erbil)
- Simone I † (seconda metà dell'VIII secolo)
- Giorgio † (? - circa 769/770 deceduto)
- Timoteo II † (circa 769/770 - 780 eletto patriarca della Chiesa d'Oriente)
- Simone II † (menzionato nel 795/796)
- Marco † (? - 893 eletto metropolita di Rayy)
- Shlemun † (menzionato nel 900 circa)
- Sabrisho † (1111 - 1132)
- Denha † (? - 1256 eletto metropolita di Erbil)
- Isho’Zkha † (menzionato nel 1265)